# Plan (Weimar)

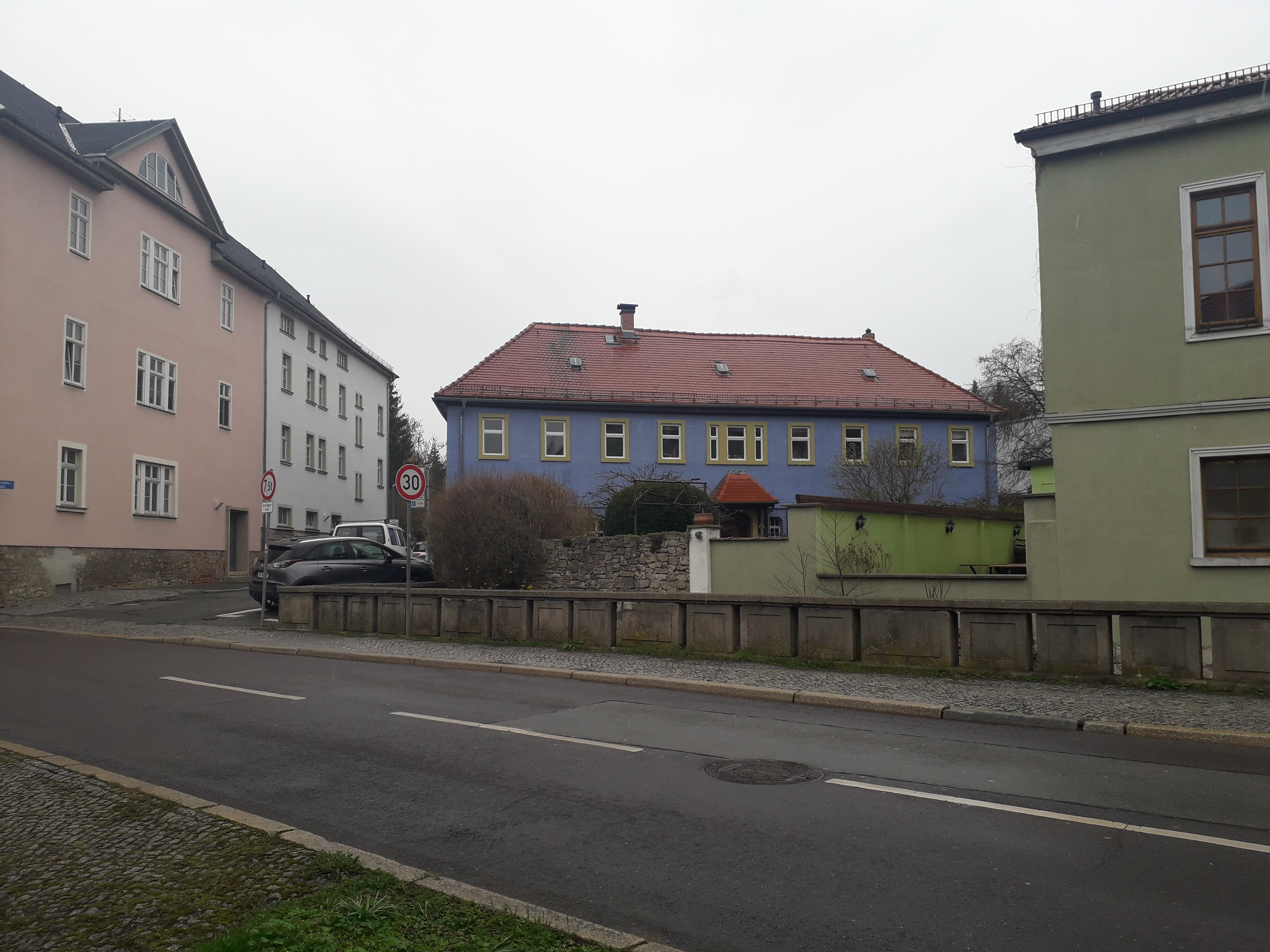
Plan Oberweimar

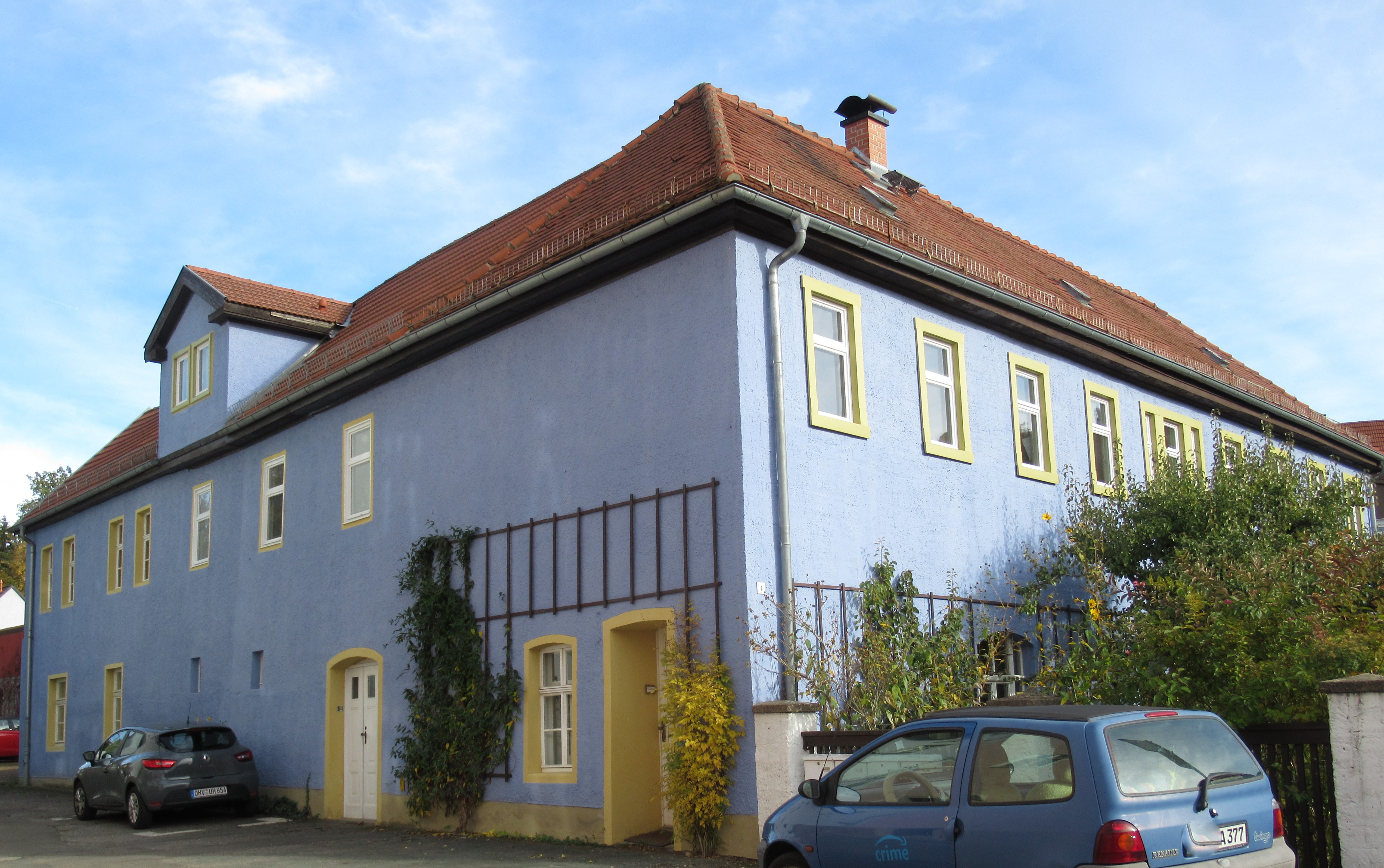
Haus Plan 4

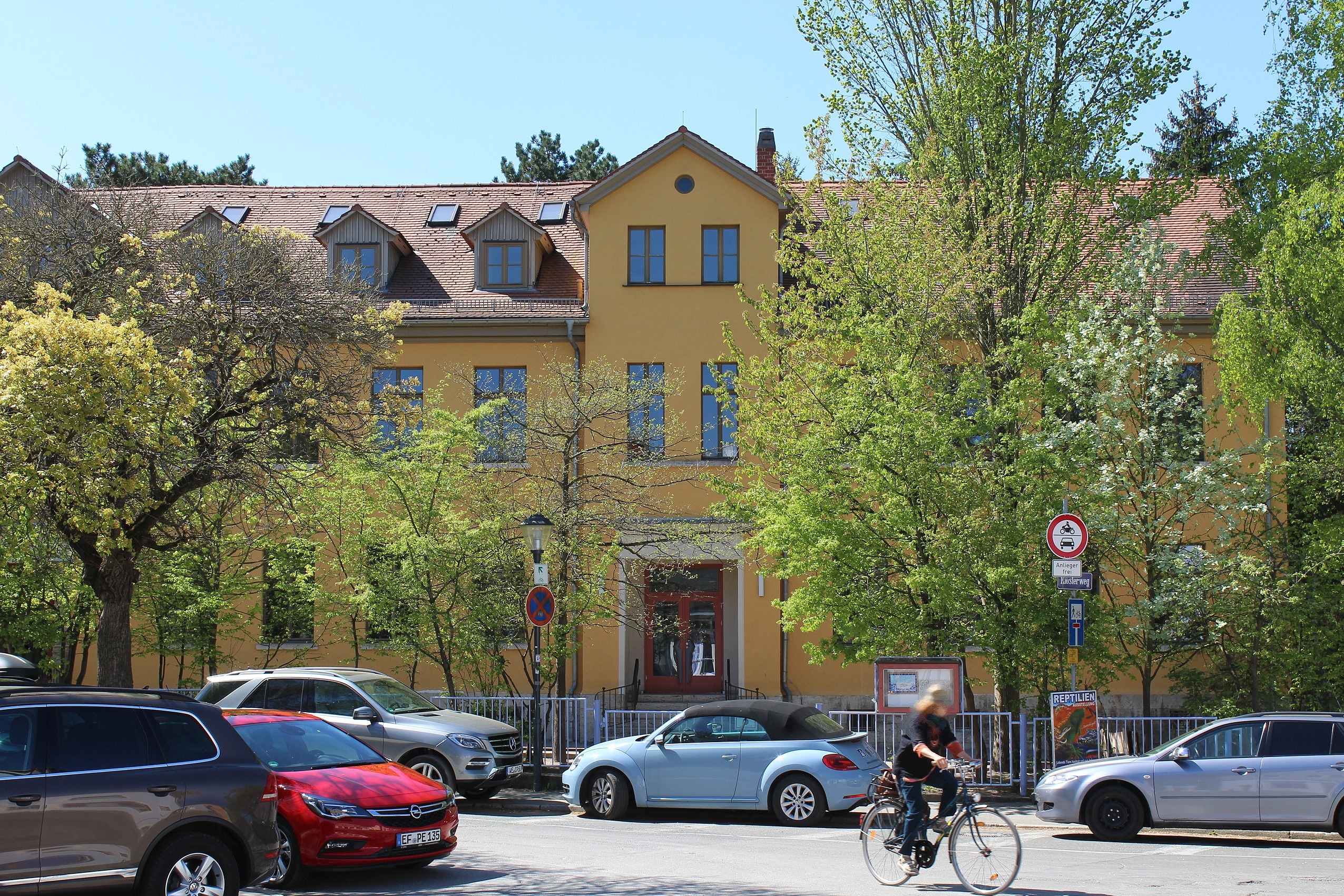
Waldorfschule

Der Plan im Weimarer Ortsteil Oberweimar ist ein zentraler Verkehrsknotenpunkt, eigentlich ein geschlängelter Straßenabschnitt, in dem Ortsteil, der von der Martin-Luther-Straße, der Taubacher Straße, der Klosterweg, der Ilmstraße und der Steinbrückenstraße, die wiederum zur Belvederer Allee führt, gebildet wird. Über die Steinbrücke wird die Ilm überquert. Unter dem Plan fließt der Papierbach (Ilm), der an der Klostermühle in die Ilm mündet. Über den Plan führt die Verbindungsstraße K 600.
Der ganze Bereich war von der Thüringer Sintflut des Jahres 1613 betroffen, woran im Deutschen Bienenmuseum eine Gedenktafel erinnert. Das Bienenmuseum stößt mit seiner Giebelseite an den Plan an. Dieses und die Steinbrücke stehen auf der Liste der Kulturdenkmale in Weimar (Einzeldenkmale). An wichtigen Einrichtungen ist die Freie Waldorf-Schule zu nennen, die sich mit der Hausnummer 8 am Eingang zum Klosterweg befindet. Das Haus Plan 6 war die einstige Öl- und Papiermühle. Der Papierbach trieb von 1546 bis 1925 die Papiermühle (Plan 6b) in Oberweimar an, wo in dieser Zeit Papier produziert wurde. Im Haus Plan 4 wohnten die Papiermüller. Von 1356 bis 1546 war sie Ölmühle., die vom Papierbach angetrieben wurde. Plan 2 ist das evangelische Pfarramt Oberweimar für die Kirche St. Peter und Paul. Das Haus Plan 4 wurde als Ghettohaus missbraucht. Eine Gedenktafel ist hier allerdings nicht angebracht worden. Einst war es Wohnhaus der Papiermüller.
Der gesamte Plan steht auf der Liste der Kulturdenkmale in Oberweimar (Thüringen).